# Kaituri (sjö)
Kaituri är en sjö i Finland. Den ligger i kommunen Ruokolax i landskapet Södra Karelen, i den sydöstra delen av landet, 250 km nordost om huvudstaden Helsingfors. Kaituri ligger 104,8 meter över havet. Arean är 1,01 kvadratkilometer och strandlinjen är 15,22 kilometer lång. Sjön  ingår i Vuoksens huvudavrinningsområde. 